# Eremiaspis
Eremiaspis är ett släkte av insekter. Eremiaspis ingår i familjen pansarsköldlöss.
Kladogram enligt Catalogue of Life:
| Eremiaspis | \| \| Eremiaspis balachowskyi \| \| \| \| \| \| Eremiaspis graminis \| \| \| \| |
|            | \| \| Eremiaspis balachowskyi \| \| \| \| \| \| Eremiaspis graminis \| \| \| \| |
|            | Eremiaspis balachowskyi                                                         |
|            |                                                                                 |
|            | Eremiaspis graminis                                                             |
|            |                                                                                 |